# Pułtusk (gmina)
Pułtusk – gmina miejsko-wiejska w Polsce położona w województwie mazowieckim, w powiecie pułtuskim.
W latach 1975–1998 gmina administracyjnie należała do województwa ciechanowskiego. Do 1954 r. miasto Pułtusk i gmina Kleszewo.
Siedziba gminy to Pułtusk.
Według danych za rok 2017 gminę zamieszkiwało 24 613 osób.

## Struktura powierzchni
Według danych z roku 2002 gmina Pułtusk ma obszar 133,72 km², w tym:
- użytki rolne: 72%
- użytki leśne: 10%

Gmina stanowi 16,14% powierzchni powiatu.

## Demografia

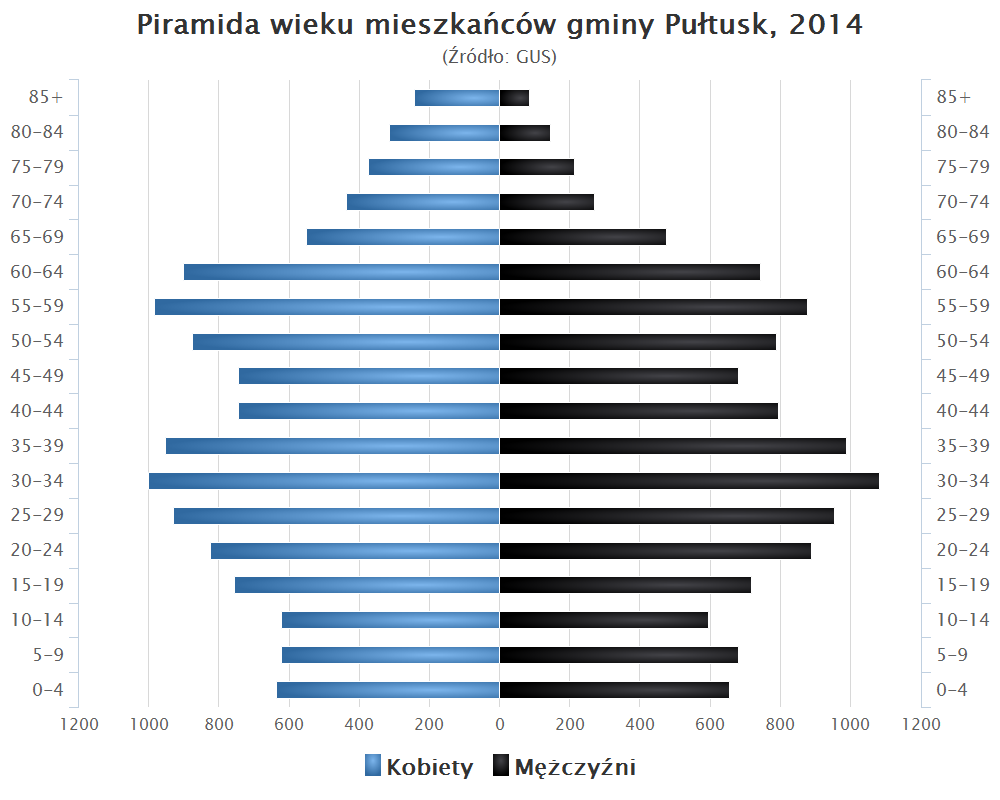
Piramida wieku mieszkańców gminy Pułtusk w 2014 roku

Dane na 2019 rok:
| Opis                              | Ogółem | Ogółem | Kobiety | Kobiety | Mężczyźni | Mężczyźni |
| --------------------------------- | ------ | ------ | ------- | ------- | --------- | --------- |
| jednostka                         | osób   | %      | osób    | %       | osób      | %         |
| populacja                         | 24 683 | 100    | 12 754  | 51,67   | 11 929    | 48,33     |
| gęstość zaludnienia (mieszk./km²) | 184,2  | 184,2  | 95,18   | 95,18   | 89,10     | 89,10     |

## Burmistrzowie
- 1998–2002 – Zbigniew Rutkowski
- 2002–2014 – Wojciech Dębski
- 2014–2018 – Krzysztof Nuszkiewicz
- 2018–2024 – Wojciech Gregorczyk
- od 2024 Beata Jóźwiak

## Sołectwa
Białowieża, Boby, Chmielewo, Głodowo, Gnojno, Grabówiec, Gromin, Jeżewo, Kacice, Kleszewo, Kokoszka, Lipa, Lipniki Nowe, Lipniki Stare, Moszyn, Olszak, Pawłówek, Płocochowo, Ponikiew, Przemiarowo, Szygówek, Trzciniec, Zakręt.

## Sąsiednie gminy
Gzy, Karniewo, Obryte, Pokrzywnica, Szelków, Winnica, Zatory